# ヴィジェイ・クマー・パンディ
ビジェイ・クマー・パンディ（ネパール語: विजय कुमार पाण्डे ;英語: Vijay Kumar Pandey）は、ネパール出身のテレビパーソナリティ、著述家、経営者。

## 経歴・人物
1987年、ネパールのテレビ番組「アンジャロ・ウジャロ(Andhyaro Ujyalo)」でテレビ初出演を果たし、以降テレビパーソナリティとして幅広く活動している。
編集者としては、ネパール・マガジンを創刊。長年にわたりカンティプル (新聞)のコラムニストを務め、カンティプール・テレビの編集としても活躍していた。
著述家としては、2015年、自身初の著書『クシ(खुसी)』でマダン賞を受賞した。2020年に自身2作目となる『サンバンダハル(सम्बन्धहरू)』を出版。ネパールでの出版のみならず、ニュージーランドやオーストラリアでも出版された。

## 作品リスト
- 『クシ(खुसी)』 - 2014年
- 『サンバンダハル(सम्बन्धहरू)』[2][3] - 2020年